# Comuna Dobrivka, Prîazovske
Dobrivka (în ucraineană Добрівка) este o comună în raionul Prîazovske, regiunea Zaporijjea, Ucraina, formată din satele Dobrivka (reședința) și Novopokrovka.

## Demografie
Componența lingvistică a comunei Dobrivka
     Rusă (79,3%)
     Ucraineană (20,37%)
     Alte limbi (0,34%)
Conform recensământului din 2001, majoritatea populației comunei Dobrivka era vorbitoare de rusă (79,3%), existând în minoritate și vorbitori de ucraineană (20,37%).